# Papirus 56
Papirus 56 (według numeracji Gregory-Aland), oznaczany symbolem {\displaystyle {\mathfrak {P}}^{56}} – grecki rękopis Nowego Testamentu, spisany w formie kodeksu na papirusie. Paleograficznie datowany jest na V albo VI wiek. Zawiera fragmenty Dziejów Apostolskich.

## Opis
Zachowały się jedynie fragmenty Dziejów Apostolskich (1,1.4-5.7.10-11).

## Tekst
Tekst grecki rękopisu reprezentuje aleksandryjską tradycję tekstualną, z bizantyjskimi naleciałościami. Kurt Aland zaklasyfikował go do kategorii II.

## Historia
Tekst rękopisu opublikował Peter Sanz w 1946 roku. Aland umieścił go na liście rękopisów Nowego Testamentu, w grupie papirusów, dając mu numer 56.
Rękopis datowany jest przez INTF na V albo VI wiek.
Obecnie przechowywany jest w Austriackiej Bibliotece Narodowej (Pap. Vindob. G. 19918) w Wiedniu.